# Merinahal, Sindhnur
Merinahal là một làng thuộc tehsil Sindhnur, huyện Raichur, bang Karnataka, Ấn Độ.